# Tu sei l'orizzonte/Stringimi e baciami (Possess Me)
Tu sei l'orizzonte/Stringimi e baciami (Possess Me) è un singolo di Fred Bongusto con l'orchestra I 4 Loris, pubblicato nel 1959. Entrambi i brani sono stati composti per la parte musicale da Luis Enriquez, nel testo da Franco Migliacci ed editi da Universal Music Group.

## Tracce
Lato A
- Tu sei l'orizzonte - (Corrado Lojacono, Alberto Testa)

Lato B
- Stringimi e baciami (Possess Me) - (Calibi, Mogol, Irving Roth)

### Tu sei l'orizzonte

#### Cover
Il brano sarà ricantato da Peppino Di Capri nel 1960 (Carisch, VCA 26125). Con questo titolo Di Capri fu poi testimonial e fece da colonna sonora al carosello Formaggino Otto Optimus.

### Stringimi e baciami (Possess Me)
Si tratta della versione ufficiale in italiano del brano inglese intitolato Possess Me, inciso per la prima volta nel 1959 da Doris Day
(Philips – 45-PB.958) e presente nella colonna sonora del film Il letto racconta... (1959), regia di Michael Gordon. Il brano originale è firmato da I. J. Roth e Joe Lubin.